# William Henry Bragg

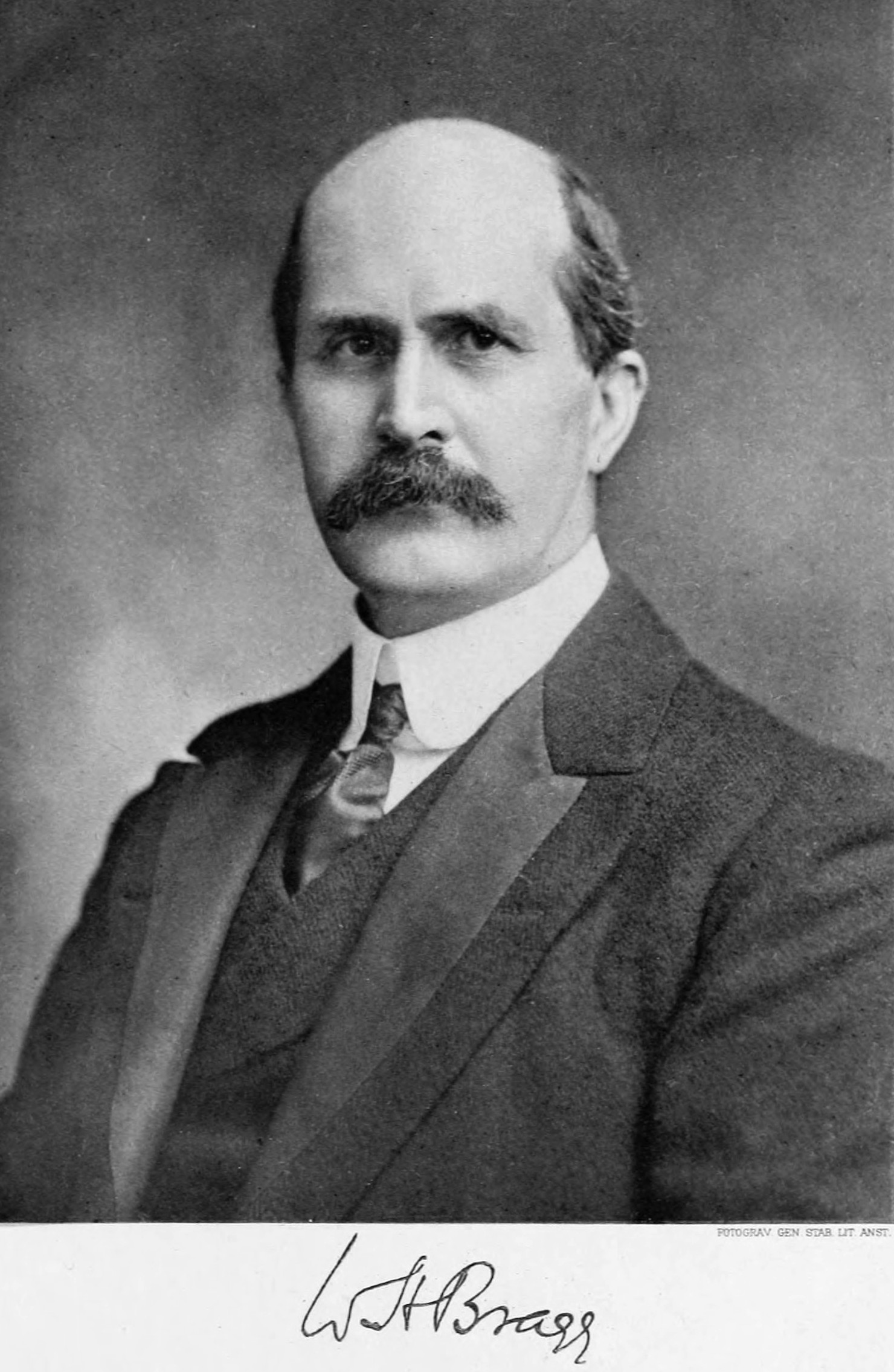
William Henry Bragg, 1915

Sir William Henry Bragg (* 2. Juli 1862 in Wigton, Cumberland; † 12. März 1942 in London) war ein britischer Physiker und Physik-Nobelpreisträger.

## Leben
Bragg besuchte das King William’s College auf der Isle of Man und studierte anschließend am Trinity College der University of Cambridge. 1886 erhielt der 24-jährige einen Ruf der University of Adelaide in Südaustralien und übernahm dort den Lehrstuhl für Mathematik und Physik. Am 2. Mai 1907 wurde er als Mitglied („Fellow“) in die Royal Society gewählt. Nach mehr als 20 Jahren kehrte der Physiker 1909 nach Großbritannien zurück und erhielt eine Professorenstelle der University of Leeds. Vier Jahre später wurde Bragg Professor für Physik am University College London.
Während des Ersten Weltkrieges arbeitete Bragg für die britische Admiralität. 1920 wurde Bragg in den Ritterstand erhoben, zum Präsidenten der Physical Society ernannt und erhielt die Ehrenmitgliedschaft des Trinity College (Honorary Fellow). Seit 1923 war Bragg Chemieprofessor an der Royal Institution in London, von 1935 bis 1940 leitete er die Royal Society.
Er heiratete 1889 Gwendoline Todd. Ihr Sohn war William Lawrence Bragg.

## Werk
In seinen wissenschaftlichen Arbeiten befasste sich Bragg mit Phänomenen der Radioaktivität und der Röntgenstrahlung. So erforschte der Wissenschaftler beispielsweise das Absorptions- und Ionisationsverhalten ionisierender Strahlung in Abhängigkeit vom Abstand der Strahlenquelle zur ionisierten Materie.
1913 entwickelte Bragg gemeinsam mit seinem Sohn Lawrence das auf der Röntgenbeugung beruhende Braggsche Spektrometerverfahren, das zunächst zur Bestimmung von Röntgenspektren, dann aber auch zur Bestimmung von Kristallstrukturen eingesetzt wurde. Mit diesem Verfahren gelang es den Physikern, den atomaren Aufbau einiger Minerale und Legierungen aufzuklären sowie die Wellenlänge von Röntgenstrahlen zu bestimmen. Im Mittelpunkt stand dabei die von den Forschern aufgestellte und nach ihnen benannte Braggsche Gleichung, die die Beziehung zwischen dem Beugungswinkel Θ, der Wellenlänge λ des Röntgenstrahls und dem Netzebenenabstand d wiedergibt: {\displaystyle n\lambda =2d\sin \vartheta }.
In Anerkennung dieser Leistungen wurden Vater und Sohn 1915 mit dem Nobelpreis für Physik „für ihre Verdienste um die Erforschung der Kristallstrukturen mittels Röntgenspektroskopie“ ausgezeichnet.

## Ehrungen
1914 erhielt Bragg gemeinsam mit seinem Sohn William Lawrence Bragg die Barnard-Medaille. 1915 erhielten er und sein Sohn die Matteucci-Medaille. Die Royal Society verlieh ihm 1916 die Rumford-Medaille und 1930 die Copley-Medaille. 1917 wurde er als Commander in den Order of the British Empire aufgenommen, 1920 als Knight Commander des Order of the British Empire geadelt. 1931 wurde er in den Order of Merit aufgenommen.
Seit Dezember 1922 war er Mitglied der Académie des sciences. 1927 wurde er Ehrenmitglied (Honorary Fellow) der Royal Society of Edinburgh. 1929 wurde er zum korrespondierenden Mitglied der Preußischen Akademie der Wissenschaften und 1938 zum assoziierten Mitglied der Académie royale des Sciences, des Lettres et des Beaux-Arts de Belgique gewählt.
Zusammen mit seinem Sohn William Lawrence ist er Namensgeber für das 1932 von F. A. Bannister erstbeschriebene Mineral Braggit.
1939 wurde Bragg in die National Academy of Sciences und 1940 in die American Philosophical Society aufgenommen.
1970 wurde der Mondkrater Bragg nach ihm benannt. Auch die Bragg-Inseln in der Antarktis tragen seinen Namen.